# Vinylgrupp

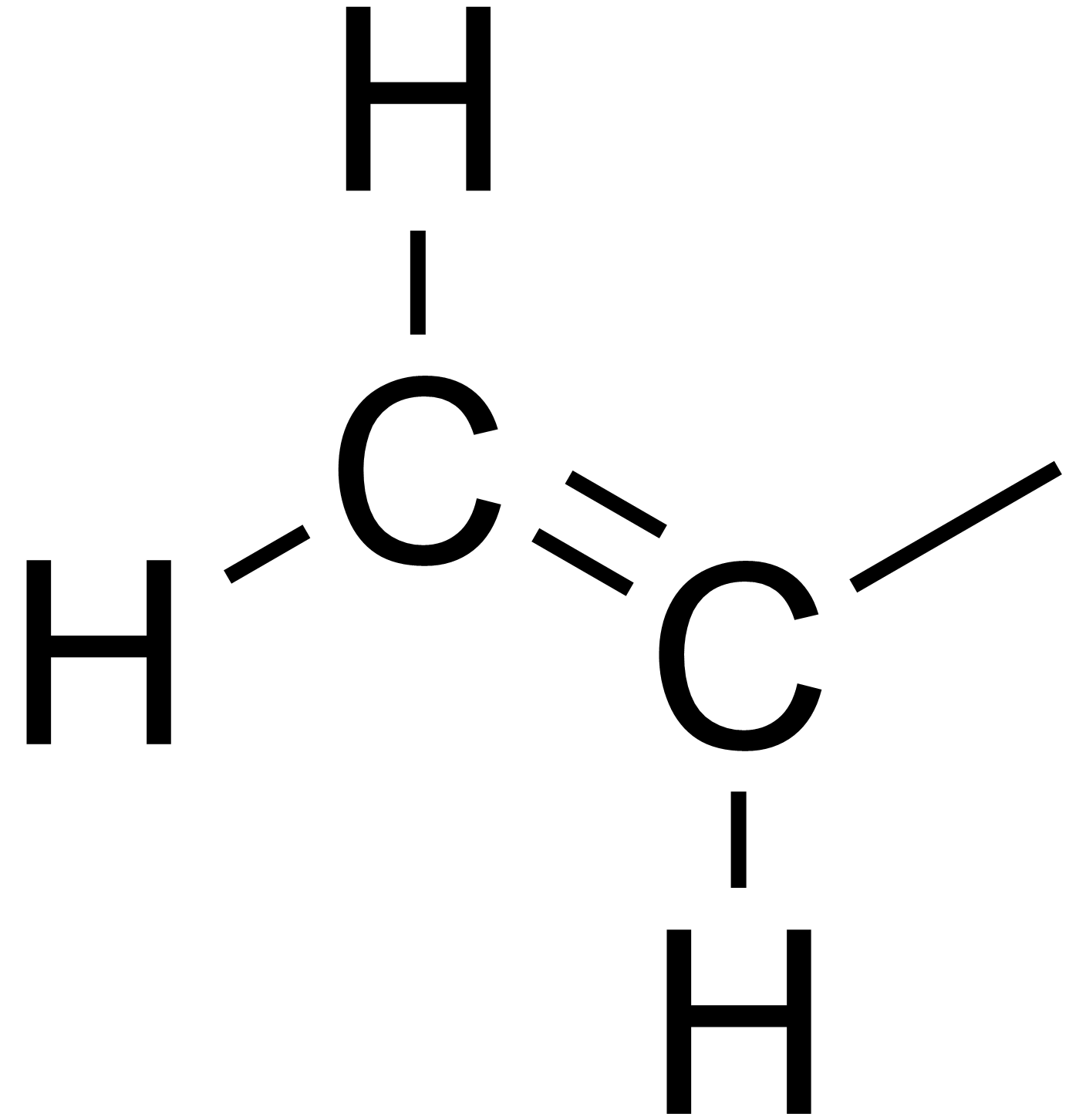

Vinylgruppen (systematiskt namn etenylgrupp) CH2=CH- är en ytterst viktig grupp inom den organiska kemin. Vanliga vinylföreningar är vinylhalider (till exempel vinylklorid, monomeren vid PVC-tillverkning), vinyletrar, vinylmetallföreningar (Grignard, litium, koppar etc.). Substitution på vinylgruppen sker främst genom en addition-eliminationsmekanism (AdN-E), men mekanismer med vinyliska karbokatjoner, karbanjoner och radikaler förekommer. Vinylmetyl är ett annat namn för allylgruppen.